# Tegula ignota
Tegula ignota is een slakkensoort uit de familie van de Tegulidae. De wetenschappelijke naam van de soort is voor het eerst geldig gepubliceerd in 1976 door Ramírez-Böhme.